# جون ديفيدسون (لاعب كرة قدم)
جون ديفيدسون (بالإنجليزية: Jon Davidson)‏ هو لاعب كرة قدم بريطاني في مركز الدفاع، ولد في 1 مارس 1970 في Cheadle, Staffordshire ‏ في المملكة المتحدة. لعب مع نادي تشيسترفيلد.